# Ermelo (Zuid-Afrika)
Ermelo is een plaats in de provincie Mpumalanga van Zuid-Afrika. Ermelo telde 50.526 inwoners in 1996 en 84.000 in 2011.
De plaats is bekend vanwege zijn steenkoolmijnen en krachtcentrales. Het is bovendien het onderwijs-, industrie- en commerciële centrum van een streek die de grootste hoeveelheid wol in Zuid-Afrika oplevert. Bij Ermelo komen drie nationale wegen, de N2, de N11 en de N17 bijeen.
Twee van de bekendste Zuid-Afrikaanse musici komen uit Ermelo, Lucky Dube en Jennifer Ferguson.

## Subplaatsen
Het nationaal instituut voor de statistiek, Stats SA, deelt sinds de census 2011 deze hoofdplaats in in 20 zogenaamde subplaatsen (sub place), waarvan de grootste zijn:
Ermelo SP • Nederland Park • Wesselton Ext 6 • Wesselton SP.

## Geschiedenis
Er zijn ruïnes aangetroffen van een nederzetting die teruggaan tot ongeveer 1400. Ermelo zelf ontstond in 1871 toen er een kerk werd gesticht op het Oostelike Hoëveld. De stad werd door Ds. Frans Lion Cachet van de Nederduits Gereformeerde Kerk van Utrecht vernoemd naar het Nederlandse dorp Ermelo, ter ere van zijn Ermelose zendingsleersmeester ds. Hermanus Willem Witteveen. De kerkelijke gemeente kocht van de naburige plaats Nooitgedacht een stuk land van 3001 morgen, waarop de kerk en het dorp werden gebouwd. 12 februari 1880 werd Ermelo uitgeroepen tot landdrostdistrict en in hetzelfde jaar opende een postkantoor zijn deuren. In 1881 werd Ermelo met de buitenwereld verbonden door een telegraaflijn. Het dorp was tot 1895 eigendom van de kerk.
In de Tweede Boerenoorlog (1899-1902) werd het nog jonge dorp, waar toen ongeveer 100 gezinnen woonden, door brand vrijwel geheel verwoest. Na de oorlog stonden alleen de kerk en één huis (De Jagerstraat 72) nog overeind. Het dorp is echter weer verrezen uit de as, waar de feniks in het dorpswapen naar verwijst.

## Bezienswaardigheden
- Paul Krugerbrug (1897), een nationaal monument over de Vaalrivier. Bij zijn constructie was het met 124 meter de grootste brug in Transvaal.
- Boerenoorlogsmonument.
- Ruïnes in Le Goyadorp van een nederzetting uit 1400.
- Rotstekeningen van de Bosjesmannen in grotten in de omgeving.